# Tabani, Briceni
Tabani este un sat din raionul Briceni, Republica Moldova.

## Istorie
Prima atestare documentară a satului Tabani datează din 1437, când acesta se afla în proprietatea lui Mihail de la Dorohoi. La acea dată satul se numea Mlinăuți. Nu se știe exact când localitatea își schimbă denumirea în Tabani. Ținând cont de faptul că satul este situat în valea râului Lopatnic, locul era bogat în izvoare și stuhării. Acestea din urmă erau condiții favorabile pentru formarea bălților, unde locuiau lișițele și nagâții. Turcii numeau nagâții ce locuiau în bălți „taban” sau „tabun”. Este posibil ca denumirea localității să provină de la denumirea turcă a nagâților. „Taban” din limba turcă se mai traduce ca „poalele dealului”, unde se află vatra veche a satului.

## Demografie

### Structura etnică
Structura etnică a satului conform recensământului populației din 2004:
| Grup etnic         | Populație | % Procentaj |
| ------------------ | --------- | ----------- |
| Moldoveni / Români | 3.071     | 98,08%      |
| Ucraineni          | 37        | 1,18%       |
| Ruși               | 20        | 0,64%       |
| Găgăuzi            | 1         | 0,03%       |
| Bulgari            | 1         | 0,03%       |
| Alții              | 1         | 0,03%       |
| Total              | 3.131     | 100%        |

## Administrație și politică
Componența Consiliului local Tabani (13 consilieri), ales la 5 noiembrie 2023, este următoarea:
|  | Partid                                       | Consilieri | Componență | Componență | Componență | Componență | Componență | Componență | Componență | Componență | Componență | Componență | Componență |
|  | -------------------------------------------- | ---------- | ---------- | ---------- | ---------- | ---------- | ---------- | ---------- | ---------- | ---------- | ---------- | ---------- | ---------- |
|  | Partidul Social Democrat European            | 11         |            |            |            |            |            |            |            |            |            |            |            |
|  | Partidul Socialiștilor din Republica Moldova | 2          |            |            |            |            |            |            |            |            |            |            |            |

## Personalități
- Victor Ghimpu (1896–1952), agronom, cariolog și fitopatolog român
- Valentin Tomuleț, doctor habilitat în istorie, profesor universitar